# هربرت ماثيوز
هربرت ماثيوز (بالإنجليزية: Herbert Matthews)‏ هو صحفي أمريكي، ولد في 10 يناير 1900 في نيويورك في الولايات المتحدة، وتوفي في 30 يوليو 1977 في أديلايد في أستراليا.